# Инвестигатор (кратер)
Инвестигатор (англ. Investigator) — небольшой марсианский ударный кратер, расположенный на плато Меридиана. Координаты кратера — 1°57′55″ ю. ш. 5°30′49″ з. д. / 1,9655111° ю. ш. 5,5137917° з. д.. Диаметр кратера составляет порядка 8 метров. Находится примерно в 1095 м южнее от гораздо большего по размеру кратера Эндьюранс и в 2819 м севернее от кратера Эребус. Совсем рядом с данным кратером расположено ещё 2 кратера — Натуралист и Географ. Эти кратеры, вместе с кратером Инвестигатор, получили прозвище «кратеры-тройняшки» (англ. Triplet craters), так как вероятнее всего образовались от одного космического тела, развалившегося перед ударом о поверхность на несколько частей. Кратер Инвестигатор, вместе с двумя остальными, был осмотрен марсоходом «Оппортьюнити» 24 февраля-3 марта 2005 года (387-394 сол с момента посадки): в этот период времени марсоход делал панорамные снимки кратера и близлежащей местности, делал подробные снимки горных обнажений около кратера при помощи микрокамеры, изучал геологический характер поверхности при помощи панорамной камеры, которая фотографирует с использованием различных светофильтров, а также предпринимал попытки запечатлеть марсианские облака, однако его действия успехом не увенчались. Вокруг и внутри кратера разбросана горная порода, которая была выброшена при ударе, сформировавший этот кратер.

Кратер Инвестигатор, снятый «Оппортьюнити» 27 февраля 2005 года (390 сол).